# Ozodicera (Ozodicera) extensa
Ozodicera (Ozodicera) extensa is een tweevleugelige uit de familie langpootmuggen (Tipulidae). De soort komt voor in het Neotropisch gebied.